# Богуславець Ганна Ульянівна
Ганна Ульянівна Богуславець (6 січня 1919, Сумська область — 1 серпня 1993) — ланкова колгоспу «Маяк» Роменського району Сумської області України.

## Біографія
Народилася 6 січня 1919 року в селі Миколаївка, Роменського району Сумської області України в селянській родині. Українка. У 1930 році закінчила середню школу.
Трудову діяльність розпочала працівницею колгоспу «Маяк» Роменського району, з 1936 року — ланкова по вирощуванню махорки, кок-сагиза, коконів тутового шовкопряда.
Указом Президії Верховної Ради СРСР від 6 квітня 1951 року ланковий колгоспу «Маяк» Богуславець Ганні Ульяновне присвоєно звання Героя Соціалістичної Праці з врученням ордена Леніна і Золотої медалі «Серп і молот».
У 1952 році закінчила курси бригадирів-шовківників в місті Миргород Полтавської області України. Очолила бригаду шовківників в рідному колгоспі, а в 1958 році — овочеву бригаду.
Потім переїхала в місто Ромни Сумської області України, де працювала в системі громадського харчування. Померла 1 серпня 1993 року.
Нагороджена орденом Леніна, медалями.